# بنمای رخ
بنمای رخ یا شعر و عرفان، نام آلبوم موسیقی است با صدای شهرام ناظری و با همکاری محمدجلیل عندلیبی به عنوان آهنگساز و سرپرست گروه در دستگاه ماهور. 
این آلبوم با همکاری گروه مولانا اجرا شد.

## شرح

### هنرمندان
- آواز: شهرام ناظری
- آهنگساز و سرپرست گروه: محمدجلیل عندلیبی
- اجرا: گروه مولانا

#### نوازندگان
- داود گنجه‌ای: کمانچه
- منصور سینکی: تار
- بهزاد فروهری: نی
- بهنام وادانی: تارباس
- پروانه حاج‌غلام‌حسینی: بربط
- محمود فرهمند: تنبک
- فرشید عندلیبی: دف
- جلیل عندلیبی: سنتور

#### تکنوازان
- جلال ذوالفنون: سه‌تار
- داود گنجه‌ای: کمانچه
- بهزاد فروهری: نی

### ترانه‌ها
1. تصنیف با من صنما، شعر از مولوی
2. ارکستر و آواز، شعر از سعدی
3. تصنیف من چرا دل به تو دادم، شعر از سعدی
4. آواز همراه با سنتور و نی، شعر از مولوی
5. قطعهٔ بدون کلام
6. ارکستر و آواز، شعر از مولوی
7. تکرار تصنیف با من صنما، شعر از مولوی
8. قطعهٔ بدون کلام

## منبع
- تارنمای شهرام ناظری بایگانی‌شده  در ۲۵ مه ۲۰۱۲ توسط Wayback Machine